# Pokratice
Pokratice (něm. Pokratitz) (205 m n. m.) je bývalá vesnice ležící na jižním svahu Českého středohoří, která je dnes severozápadní částí města Litoměřice. Pokratice je také název katastrálního území o rozloze 3,89 km2. V katastrálním území Pokratice leží i Mentaurov.

## Historie
Ve 14. století ves patřila rodu Kamýků z Pokratic. Jindřich z rodu Kamýku z Pokratic postavil hrad Kamýk, který roku 1319 dostal jako léno od krále Jana Lucemburského. V té době v Pokraticích byl i kostel a tvrz. Vesnice byla známa svými vinicemi, kterým se na vápencových svazích velmi dařilo. Roku 1461 Vilém z Konic a Kamýku prodal Pokratice s tvrzí a dvorem Martinovi ze Třtice. Poté se vrátila do vlastnictví Zikmunda Kamýka z Pokratic. V roce 1593 zdědila tvrz Pokratickou i s jeho podílem ve vsi dcera Eva, která byla provdána za Flavína z Rotenfeldu. 

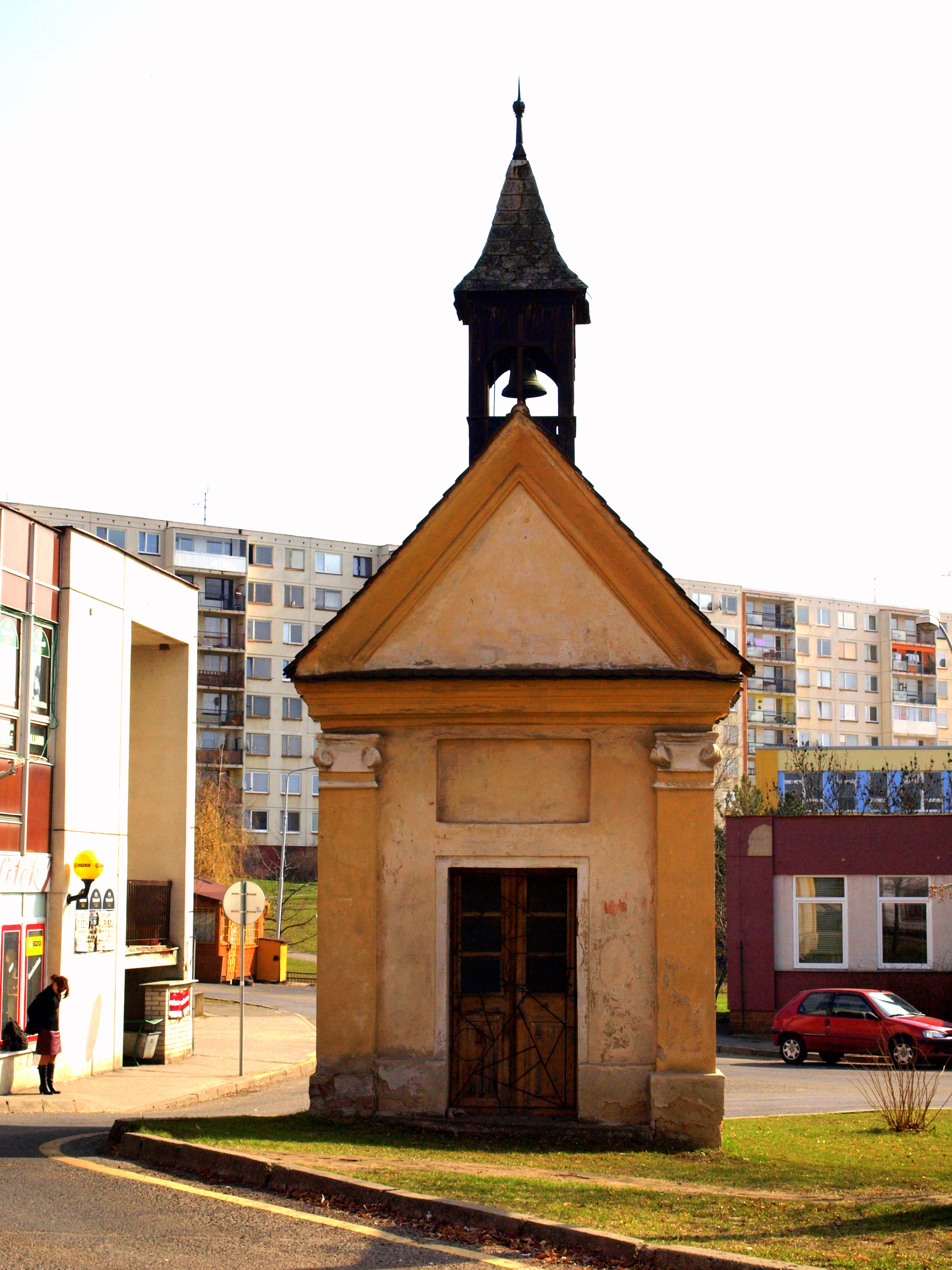
Empírová kaplička v Pokraticích z roku 1815

V 16. století zde stály dvě tvrze, Henikovská a Hurtovská, jež obě získal v roce 1595 synovec Flavína z Rotenfeldu Jan Kechl z Hollensteina. Po bitvě na Bílé hoře byl Václav Kamýk z Pokratic roku 1626 odsouzen a jeho statek zvaný Henichovský v Pokraticích za 4457 kop odhadnutý a prodaný císařem konventu kláštera dominikánského sv. Maří Magdaleny v Menším Městě Pražském. Ostatní grunty za 2410 kop se ujala obec Litoměřice. Od roku 1800 tu žil pozdější loupežník Václav Babinský, lidově zvaný Venca z Pokratic.

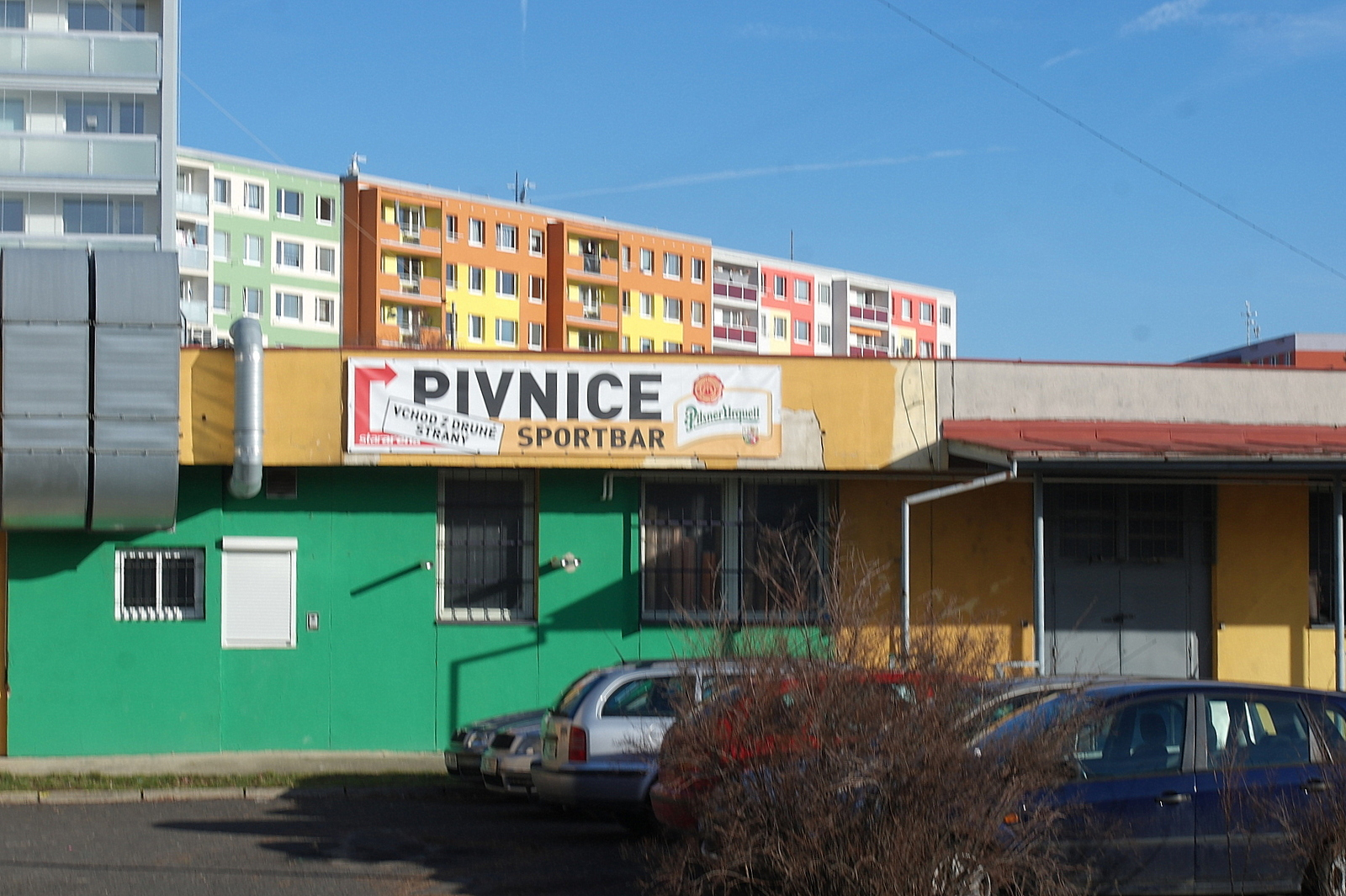
Sídliště Pokratice

V horní části vsi byla v roce 1815 postavena empírová kaple, která se dochovala do dnešních dnů. Podle písemných zmínek z roku 1890 zde stálo 174 domů, v nichž žilo 861 obyvatel. Ve vesnici stálo několik mlýnů při Pokratickém potoce a také několik pil. V roce 1905 byla postavena další kaplička na rohu Březinovy cesty v secesním slohu (zanikla v 80. letech 20. století). Počátkem 20. století zde byla uvedena do provozu základní škola o dvou třídách, později se rozrostla na pět tříd, od roku 1981 sloužila jako budova Lidové školy umění. Dnes bývala škola nese název Lékařský dům s několika menšími ambulantními zdravotnickými zařízeními, v sousedství se nachází lékárna. 

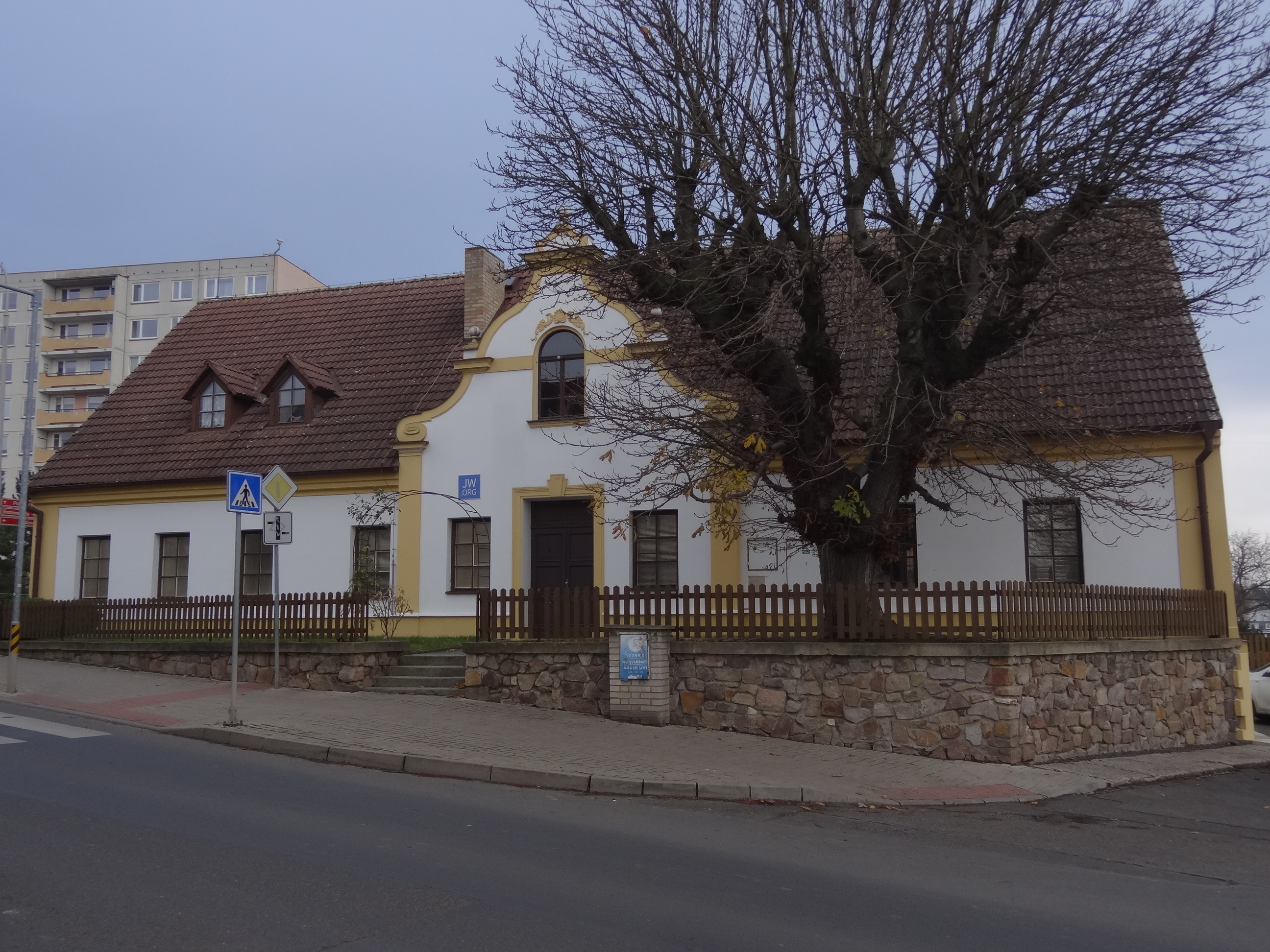
Bývalý hostinec v Pokratické ulici

Po povodních z rozvodněného Pokratického potoka v roce 1929 bylo v následujících letech podél toku vybudováno zděné koryto. S výstavbou sídliště v 80. letech 20. století došlo k zatrubnění pravostranného přítoku z tzv. Hervertovy rokle. Po druhé světové válce došlo k odsunu obyvatel německé národnosti, kteří zde žili v naprosté většině. Následoval příchod obyvatel z vnitrozemí a v době komunistické moci v zemi došlo k značné devastaci obce. V 80. letech 20. století velká část vesnice ustoupila sídlištní výstavbě. Pokratice jsou součástí města Litoměřice od 50. let 20. století.

## Současnost
Dnes z původních Pokratic zůstaly stát především domy po levé straně Pokratické ulice, která ústí v komunikaci vedoucí z Litoměřic do Sebuzína, východní části bývalé vesnice zabírá sídliště Pokratice I. a II z druhé poloviny 80. let 20. století. V dolní části bývalé obce stojí sídliště Družba pocházející ze 70. let 20. století. Z původní vesnice v sídlišti zůstala stát pouze malá kaple se zvoničkou na bývalé návsi, dnes se nachází na otočce autobusů litoměřické MHD při křížení ulic U kapličky a Pokratická. Uprostřed sídliště se v areálu zdejší základní školy dochovala dřevěná roubená chalupa. V minulosti nedaleko odtud stávala kovárna. Po roce 1989 vzrůstá výstavba rodinných domů a dnes již tato část města zástavbou splývá s obcí Miřejovice.

## Obyvatelstvo
|                                                                           | 1869 | 1880 | 1890 | 1900 | 1910  | 1921  | 1930  | 1950  | 1961  | 1970 | 1980  | 1991  | 2001  | 2011  |
| ------------------------------------------------------------------------- | ---- | ---- | ---- | ---- | ----- | ----- | ----- | ----- | ----- | ---- | ----- | ----- | ----- | ----- |
| Obyvatelé                                                                 | 788  | 874  | 861  | 988  | 1 174 | 1 147 | 1 220 | 1 091 | 1 160 | 723  | 1 617 | 4 413 | 4 703 | 4 543 |
| Domy                                                                      | 157  | 167  | 174  | 180  | 210   | 225   | 250   | 263   | .     | 182  | 304   | 327   | 389   | 474   |
| Počet domů z roku 1961 je zahrnut v domech místní části Litoměřice-Město. |      |      |      |      |       |       |       |       |       |      |       |       |       |       |

## Sport
- Mezi nejdůležitější zdejší sportoviště patří Pokratická sokolovna patřící dnes Asociaci sportu pro všechny. Mezi nejúspěšnější zdejší sportovní disciplíny patří skoky na trampolíně.
- V provozu je i fotbalové hřiště.
- Sportovnímu vyžití slouží i tělocvična zdejší nové základní školy.
- Na pozemcích bývalého kravína někdejšího Státního statku Litoměřice vyrostl nový areál pro BMX cyklistiku.

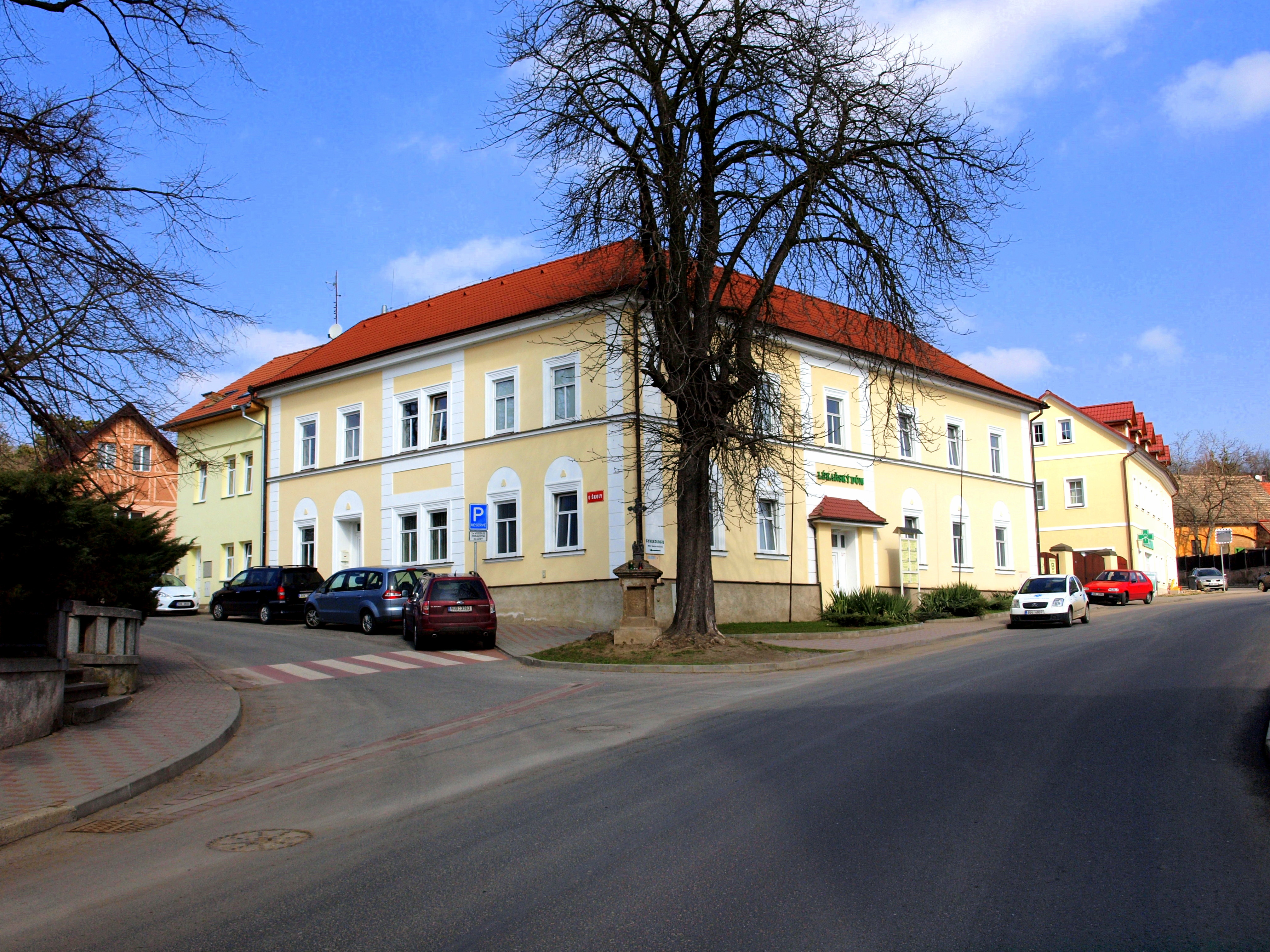
Bývalá základní škola v Pokraticích dnes slouží jako Lékařský dům

## Obchod
- Penny Market
- nákupní centrum Družba
- několik restaurací U kapličky

## Zdravotnictví
- 2 lékárny (jedna v sousedství Lékařského domu, druhá mezi sokolovnou a nákupním střediskem Družba)
- dětské zdravotní středisko U kapličky
- lékařský dům v bývalé budově místní školy

## Okolí
Severně od Litoměřic na okraji Pokratic se nachází národní přírodní památka Bílé stráně. V údolí pod Bílými stráněmi protéká Pokratický potok, podél něhož je vedena červená turistická značka. Jedná se o místo hojně navštěvované obyvateli města. Nedaleko se nachází také návrší Mostka s rozhlednou (východním směrem) a čedičový skalní suk Kočka (zvaný též Sovice). Po silnici k obci Hlinná leží vrch Velké Hradiště a Malé Hradiště z jejich vrcholu se otevírá pohled do širokého okolí, hlavně na nedaleké Litoměřice a dolní Polabí a Poohří s horou Říp jihovýchodně a hradem Házmburk jižně. Dalšími okolními vrchy jsou Bídnice (západně) a Radobýl (jihozápadně), pod nimi pak se nalézá bývalá podzemní továrna Richard.